# Aerides rosea
Aerides rosea är en orkidéart som beskrevs av Conrad Loddiges, John Lindley och Joseph Paxton. Aerides rosea ingår i släktet Aerides och familjen orkidéer. Inga underarter finns listade i Catalogue of Life.

## Bildgalleri

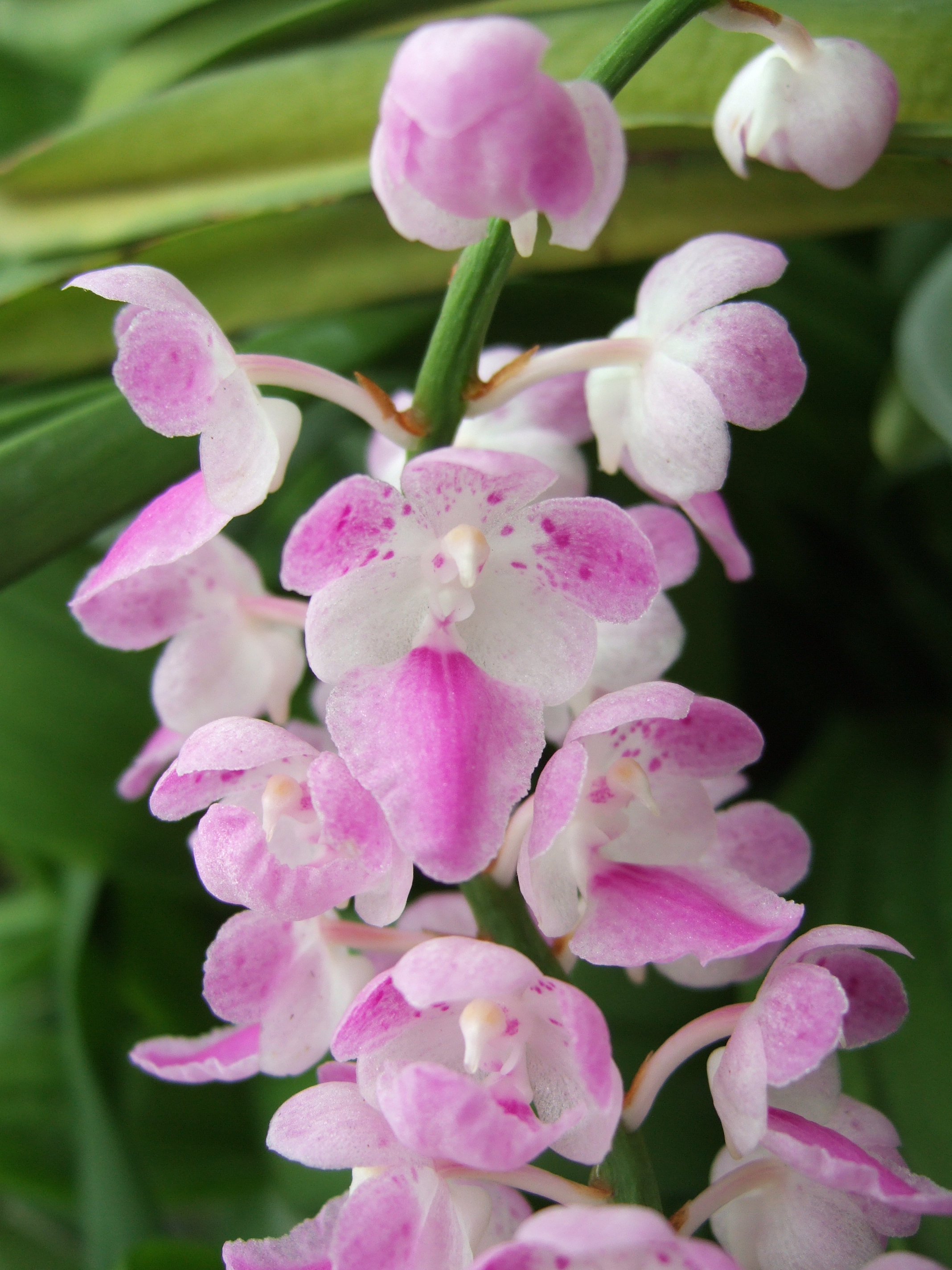
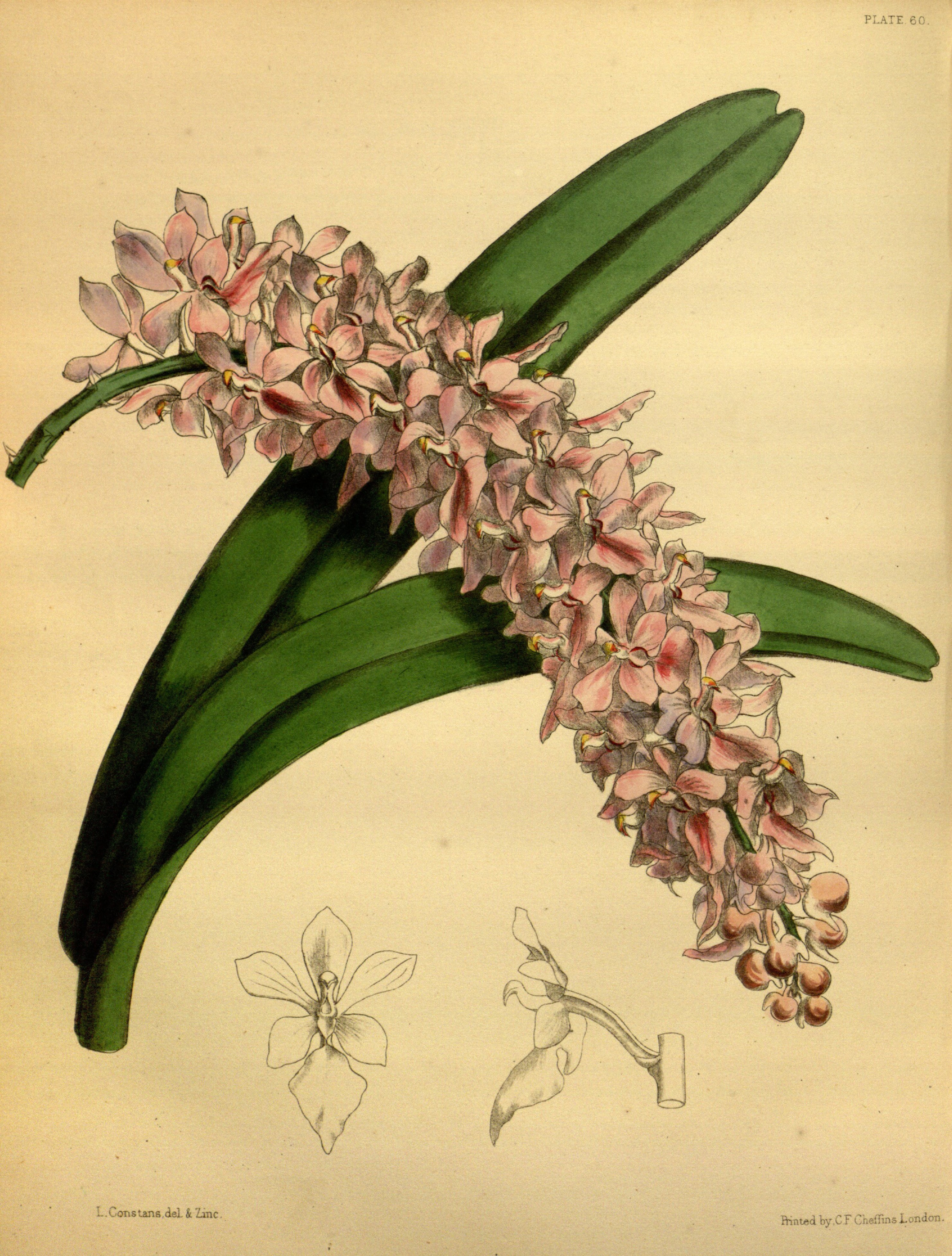
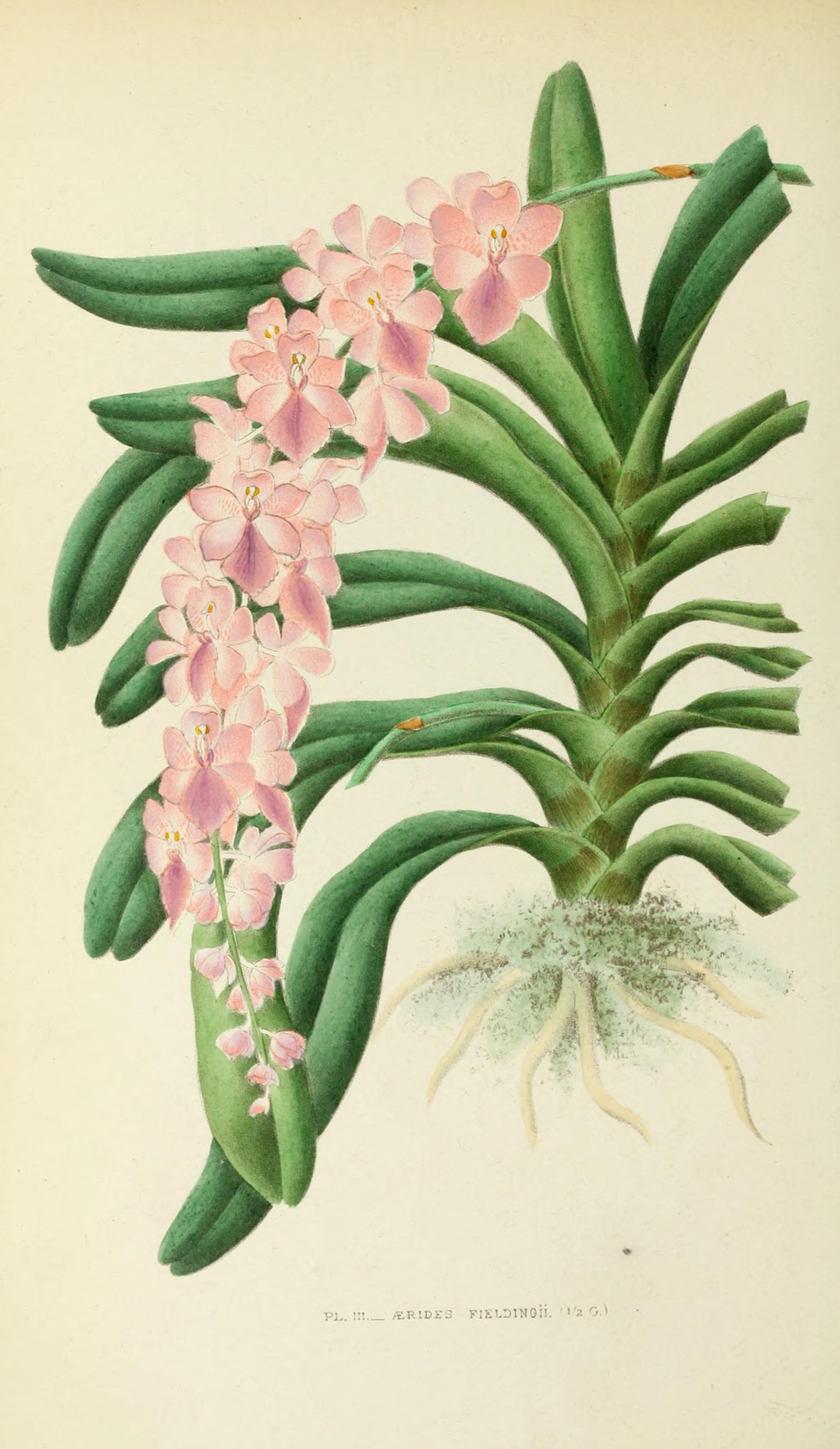
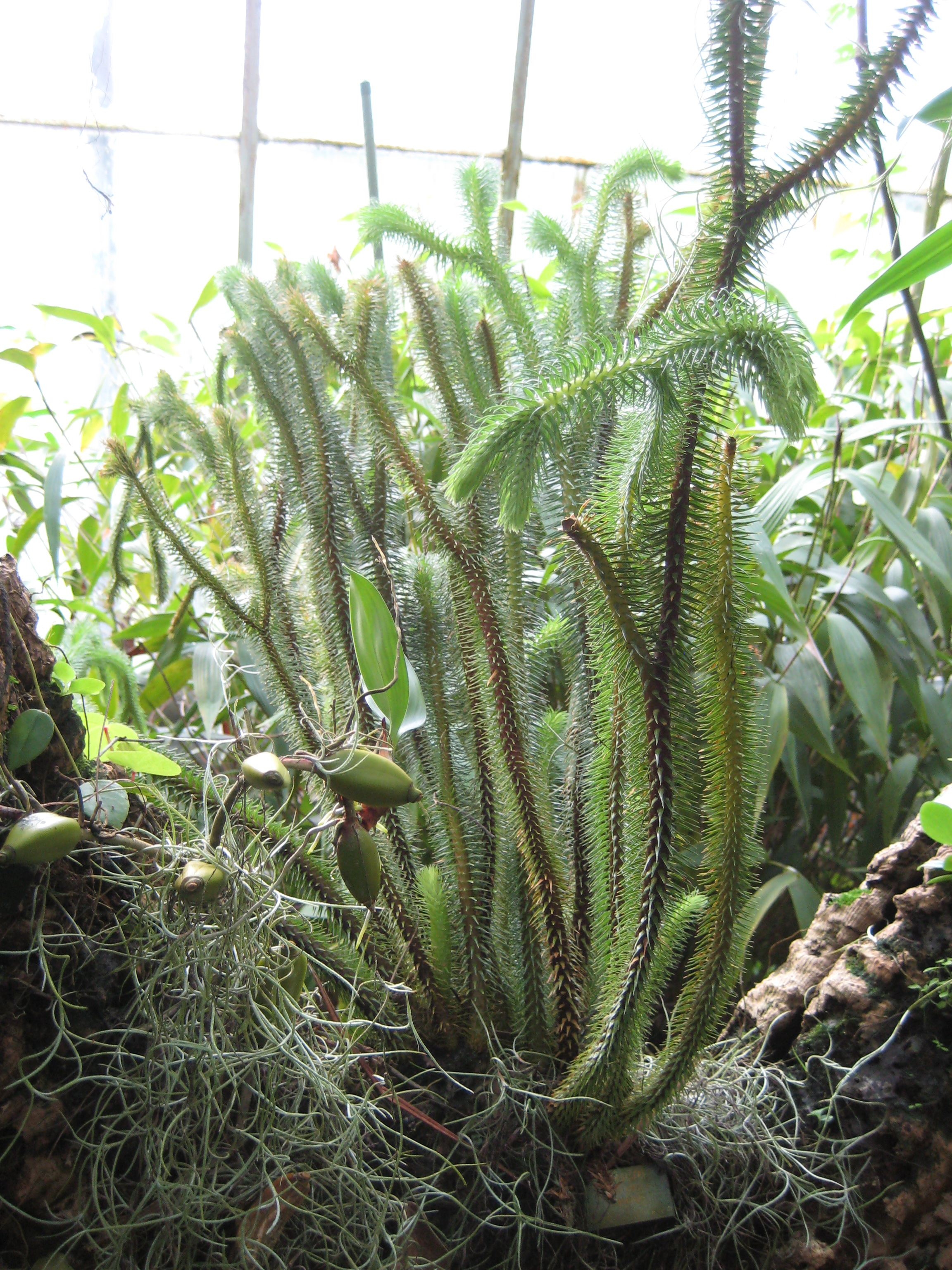